# Нофин
Нофин (тадж. Нофин) — озеро завального происхождения, расположенное в Пенджикентском районе Согдийской области Таджикистана на высоте 1778,7 метров над уровнем моря.
Общая площадь акватории озера составляет 0,48 км², площадь водосборного бассейна — 255 км². Длина — 2,75 км, ширина — 182 м. Максимальная глубина — 41,3 м.

## Описание
Нофин четвёртое по счёту и третье по площади озеро в каскаде Маргузорских озёр долины Хафткул (Фанские горы). Нофин — озеро полное загадок, тайн и древних легенд. По свидетельствам жителей села Падруд, раз в неделю озеро приобретает красный цвет (посёлок расположен между озёрами Нофин и Хурдак). Дословный перевод названия с таджикского языка — «пуповинный». Учёные считают, что под этим названием надо понимать как среднее или центральное озеро долины.
По восточному берегу озера проходит дорога. В средней части Нофина, на западном берегу, находится небольшая роща.

## Химический состав
Согласно классификации природных вод по выделению гидрохимических фаций Г. А. Максимовича, Нофин входит в зону горных территорий гидрокарбонатной гидрохимической формации с преобладанием гидрокарбонатно-кальциевых вод. В таблице учёного приведены следующие характеристики вод озера:
| Формация         | Фация               | Минерализация, мг/л |
| ---------------- | ------------------- | ------------------- |
| Гидрокарбонатная | HCO3— Na+ +K+ —Ca²+ | 50—150              |